# Atlantic Telegraph Company
Atlantic Telegraph Company — американская компания, основанная 6 ноября 1856 года для прокладки телеграфной линии через Атлантический океан, будучи первым проектом такого рода в истории телекоммуникаций.
Проект являлся результатом соглашения между американцем Сайрусом Филдом и англичанами Джоном Уоткинсом Бреттом и Чарльзом Тилстоном Брайтом и был учреждён в виде коммерческого предприятия в декабре 1856 года с уставным капиталом в 350 тысяч фунтов стерлингов, привлечённых преимущественно от инвесторов в Лондоне, Ливерпуле, Манчестере и Глазго. Совет директоров состоял из 18 представителей из Соединённого Королевства, 9 из Соединённых Штатов Америки и 3 из Канады. Уилдман Уайтхауз был нанят Сайрусом Филдом на должность главного электротехника осуществляемого проекта. Кёртис Ламсон был вице-председателем правления компании на протяжении более десятка лет.
Совет директоров компании нанял математика Уильяма Томсона, который публично поставил под сомнение некоторые утверждения Уайтхауса. После чего взаимоотношения между двумя специалистами стали достаточно напряжёнными. Кульминация конфликта явила собой увольнение Уайтхауса после провала проекта.
После этого был предложен проект прокладки второго кабеля, возглавленного Томсоном. Для осуществления данного проекта было создано дочернее общество — Telegraph Construction and Maintenance Company.
На руинах второго неудавшегося предприятия была создана третья компания — Anglo-American Telegraph Company — для привлечения инвестиций с целью завершить проект. В конечном итоге данный проект был успешно завершён, в том числе был восстановлен и пущен в эксплуатацию второй телеграфный кабель. Услуга трансатлантической телеграфной связи в первый же день запуска в коммерческую эксплуатацию принёс доход в размере 1000 фунтов стерлингов. А приблизительная стоимость отправления телеграммы составляла $0,0003809 за одно слово за милю.